# 車保羅
車保羅（英語：Paul Che Biu Law，1959年11月30日—），原名吳溟蒼，香港男演員，曾於1980至2000年代為麗的電視（即其後為易手轉名之亞洲電視）及無綫電視旗下藝人；現則為食環署外判管理商友誠業務有限公司的街市監督（元朗同益街市）和自由身藝人。

## 背景

### 早年生活
車保羅為獨生子，有一名異父同母的姊姊，來自中國東北部的父親、珠海書院化學系教授兼系主任吳鐵峰於其4歲時離世。他早年於香港島北角清華街的住宅、明園台（明園大廈一帶）以及同區另外一個地方成長，讀書成績較差，小學畢業後投身社會。他曾是麵包製作學徒，約18歲在酒樓工作時遇見一位在皇都戲院任職的司理，獲對方邀請在該戲院當帶位員。不久再認識於銅鑼灣利舞臺廣場工作的職員，因而轉職利舞台，負責搣入場券。為了升職，他當時到灣仔的商科學校進修英語。一次為利舞台戲院解款到銀行時遇劫，時任高層、後來為華星唱片經理的陳淑芬認為車保羅嘗試努力追回失款，於是安排他轉到後台當燈光音響及工程技術員，前後入職利舞台7年。

### 事業發展
坊間曾流傳車保羅於商業電台任職停車場保安員，因樣貌趣怪而獲羅致涉足演藝圈，其本人澄清沒有此事。1979年，經導演朋友介紹，參演首部電影 — 美國電視電影《Spider-man》。不久，他轉職香港藝術中心音樂演奏舞台技術員。適逢中心舉行香港學校戲劇節活動，周梁淑怡與梁普智到場選角，遇上正在和女子用英語搭訕的車保羅，車保羅被相中參演電影《有你冇你》。周梁淑怡原給了他幾個藝名選擇，結果他決定使用「車保羅」一藝名，「車」是指他喜歡汽車；「保羅」則是他洋名的中文譯名。
車保羅參演徐克的《第一類型危險》後辭去藝術中心一職，先在大型公司任巡邏督察，再應曾勵珍邀請（由朋友穿針引線下接觸）參演《豆芽夢》。當年他同一時間獲麗的電視（亞洲電視前身）邀請簽下合約後拍攝《I.Q.成熟時》，礙於與無綫電視一方未能就合約問題建立共識而與麗的一方則事成，最後接拍了《I.Q.成熟時》一劇。由於他身高6呎3吋（190厘米），加上擁有瘦長面型及像卡通人物的外形，故經常演出惹笑、怪人或奸人等角色。
1981年10月，車保羅加入麗的電視拍攝了《對對糊》、《大四喜》等電視劇。憑著獨特的外形，他受到東芝青睞，與另一位演員施介強（1958年-2018年2月22日）組成高矮孖寶拍攝了一系列東芝電器廣告。1983年與朋友合組電影道具公司，供應槍械道具用作拍攝，又打算與梁小龍及蔣金合組「肉排樂隊」到東南亞演出賺錢。然而於同年年尾以「患上疱疹，需要北上求醫」為由暪騙公司到菲律賓參演電影《鐵板燒》3個星期，被不知道他請假的葉蒨文意外地向傳媒透露拍攝行蹤，最終不能夠與電視台續約。及後於1988年與朋友以港職管理，即宣傳部總監身份到中國深圳酒店一類歌舞場所培訓訓練生及策劃歌舞項目。
至1990年代末，車保羅重回香港紮根；1997年剛於東莞市樟木頭為內地人籌劃酒城2年，回港未幾被友人李添勝賞識加入無綫電視，參演劇集《鹿鼎記》。1998年透過劇中飾演「胖頭陀」一角讓人留下深刻印象。2003年，他約滿無綫電視後便不再簽下新合約（底薪2,000元、期限一年），淡出電視圈，當時曾申請破產，並領取綜援，且任職樓宇維修、裝潢、保安、地盤或博愛醫院雜工（自2004年至2018年）、跟班和搬運工人等工作以維持生計。
2007年，車保羅參選區議會選舉，競逐元朗豐年選區席位，2011年，他獲邀拍攝英國喜劇電影《特務戇J之救國大業》，飾演澳門葡京酒店的線人。而恰巧電影主角 Johnny English（路雲·雅堅遜飾）所身處的英國軍情七處，正是以東芝之名辦公行事。2018年，他被博愛醫院辭退，在邵仲衡介紹下，接拍《第十三屆鮮浪潮國際短片節》微電影《老人與狗》。2019年，他再經朋友介紹轉職元朗同益街市、由食環署外判商友誠業務有限公司管理的街市監督，更憑該齣微電影中「老陳」一角入圍爭奪《第21屆台北電影獎》「最佳男主角」殊榮，為其入行以來首個獎項提名。
2022年，車保羅辭去在中英街邊境工作、受聘於中海物業的健康監察員一職，應浙江衛視邀請前往杭州，擔任內地真人秀節目《無限超越班》導師之一，因演出態度誠懇卻拍攝三天就被撤換，而受到網民關注，頓時登上微博熱搜冠軍，並累積了逾50萬名粉絲，隨後更主力在內地發展。

## 家庭生活
車保羅與圈外人熊愛蘭於1978年奉子成婚，兩人育有一女吳茵茵，但婚姻只維持了兩年。1992年，他再跟曾是其菲律賓籍家傭的 Inday 結婚，兩人也育有一子吳卓偉。其女兒吳茵茵所誕下的外孫女李津兒，於2003年1月因在銅鑼灣遭遇車禍而不幸身亡。

## 演出作品

### 電視劇
| 首播     | 劇名             | 角色                                 |
| 麗的電視 |                  |                                      |
| 1981年   | I.Q.成熟時       | 楊 熹（汽水怪）                      |
| 1981年   | 對對糊           | 一公升                               |
| 1981年   | 大四喜           |                                      |
| 亞洲電視 |                  |                                      |
| 1983年   | 唐伯虎三戲秋香   | 華 武                                |
| 1983年   | 大家HAPPY        | BIG PAN                              |
| 香港電台 |                  |                                      |
| 1986年   | 晴天雨天孩子天   | 李志大                               |
| 1998年   | 論盡都市人       | 收數員（單元：《冇錯？！有搞錯！》） |
| 1998年   | 論盡都市人       | 搬運工人（單元：《門前雪》）         |
| 無綫電視 |                  |                                      |
| 1998年   | 真情             | 賊 人（第733、735集）                |
| 1998年   | 鹿鼎記           | 胖頭陀                               |
| 1998年   | 冤家宜結不宜解   | 離婚丈夫                             |
| 1998年   | 外父唔怕做       | 齊                                   |
| 1998年   | 廉政行動1998     | 老 金                                |
| 1999年   | 布袋和尚         | 黑無常                               |
| 1999年   | 人龍傳說         | 講古佬（第13集）                     |
| 1999年   | 創世紀           | 雜誌社總編                           |
| 1999年   | 反黑先鋒         | 大 釘                                |
| 1999年   | 全院滿座         | 軍裝警察（第2集）                    |
| 1999年   | 金玉滿堂         | 御 廚                                |
| 2000年   | 碧血劍           | 呂七先生                             |
| 2000年   | FM701            | 傻 人（第8集）                       |
| 2000年   | 京城教一         | 佟額爾                               |
| 2000年   | 醫神華佗         |                                      |
| 2000年   | 廟街·媽·兄弟     | 肥 鵬                                |
| 2000年   | 金裝四大才子     |                                      |
| 2000年   | 夢想成真         | 送貨工人                             |
| 2000年   | 緣份無邊界       | 肥 九                                |
| 2001年   | 倚天屠龍記       | 鶴筆翁                               |
| 2001年   | 美味情緣         | 酒 保（第2、10、15集）               |
| 2001年   | 封神榜           | 雷 神                                |
| 2001年   | 皆大歡喜         | 公 子（第16集）                      |
| 2001年   | 尋秦記           | 店 主（第24集）                      |
| 2001年   | 尋秦記           | 老 闆（第26集）                      |
| 2001年   | 尋秦記           | 衣店老闆（第29集）                   |
| 2001年   | 酒是故鄉醇       | 陳老闆（第24集）                     |
| 2001年   | 錦繡良緣         | 六藝書生                             |
| 2001年   | 娛樂反斗星       | 酒廊經理                             |
| 2001年   | 肥婆奶奶扭計媳   | Mr.K                                 |
| 2002年   | 皆大歡喜         | 瘋 漢（第93集）                      |
| 2002年   | 皆大歡喜         | 小 販（第109集）                     |
| 2002年   | 皆大歡喜         | 盲 仔（第151集）                     |
| 2002年   | 皆大歡喜         | 窮 人（第194集）                     |
| 2002年   | 皆大歡喜         | 色 魔（第210集）                     |
| 2002年   | 皆大歡喜         | 余 全（第249集）                     |
| 2002年   | 皆大歡喜         | 大耳窿（第259集）                    |
| 2002年   | 皆大歡喜         | 觀 眾（第266集）                     |
| 2002年   | 皆大歡喜         | 幽冥鬼手（第296集）                  |
| 2002年   | 無考不成冤家     | 車老爺                               |
| 2002年   | 我要Fit一Fit     | 伙 計                                |
| 2002年   | 彩色世界         | 高智達                               |
| 2003年   | 衛斯理           | 梁伯宗                               |
| 2003年   | 衝上雲霄         | 謝先生（第9集）                      |
| 2003年   | 九五至尊         | 火鍋店老闆（第14集）                 |
| 2003年   | 花樣中年         | 廣告客戶（第15集）                   |
| 2003年   | 繾綣仙凡間       | 村 民（第1集）                       |
| 2003年   | 帝女花           | 林伙頭                               |
| 2004年   | 陀槍師姐IV       | 道友標（第4集）                      |
| 2004年   | 街市的童話       | 周欣榮                               |
| 2006年   | 轉世驚情         | 龜 奴                                |
| 2007年   | 鄭板橋           | 龜 奴                                |
| 2007年   | 紅衣手記         | 的士司機                             |
| 2013年   | 談談情·練練武    | 地產客人                             |
| ViuTV    |                  |                                      |
| 2017年   | 詭探             | 徐伯強                               |
| 中國大陸 |                  |                                      |
| 2024年   | 要久久愛         | 郝 平                                |
| 2024年   | 唐朝詭事錄之西行 | 周 劳                                |
| 2024年   | 雪迷宫           | 豪 哥                                |
| 2024年   | 永夜星河         | 老竹青青                             |
| 2025年   | 2099             | K博士                                |
| 2025年   | 凡人修仙傳       | 馬師伯                               |
| 2025年   | 定風波           | 云机道人                             |
| 待播     | 老去的家         |                                      |
| 待播     | 黑島煉獄         |                                      |
| 待播     | 江湖夜雨十年燈   | 严 栩                                |
| 待播     | 揽流光三千       | 戚隐                                 |

### 電影
| 首映   | 電影名                   | 角色             |
| 1979年 | Spider-man               | 打手             |
| 1980年 | 有你冇你                 | BB Sam           |
| 1980年 | 第一類型危險             | 阿 高            |
| 1981年 | 老鼠街                   | 失明人士         |
| 1981年 | 兩小無知                 |                  |
| 1981年 | 失業生                   | 中學生           |
| 1982年 | 拖手仔                   |                  |
| 1982年 | 如來神掌                 | 劉家廚工         |
| 1982年 | 小生怕怕                 | 鬼 差            |
| 1983年 | 小生作反                 | 軍 人            |
| 1983年 | 星際鈍胎                 | 交通警察         |
| 1983年 | 鬼揞眼                   |                  |
| 1984年 | 鐵板燒                   | 阿 車            |
| 1985年 | 瘋狂遊戲                 |                  |
| 1985年 | 皇家大賊                 | 裝甲車司機       |
| 1985年 | 摸錯骨                   |                  |
| 1985年 | 三寶鬧深圳               |                  |
| 1986年 | 扭計雜牌軍               | 貼海報人士       |
| 1986年 | 玉蒲團                   |                  |
| 1987年 | 呷醋大丈夫               | 酒吧侍應         |
| 1987年 | 無牙殭屍                 |                  |
| 1988年 | 猛鬼醫院                 |                  |
| 1989年 | 吃一碗茶                 |                  |
| 1989年 | 奇蹟                     | 阿 炳            |
| 1989年 | 富貴開心鬼               | 賊 人            |
| 1990年 | 衰鬼撬牆腳               | 保 羅            |
| 1991年 | 志在出位                 | 瀟灑朋友         |
| 1991年 | 艷鬼狂情                 |                  |
| 1992年 | 性奴                     |                  |
| 1992年 | 踢到寶                   | 開鎖王           |
| 1992年 | 審死官                   | 瘦 虎 / 廣州衙差 |
| 1992年 | 偷神家族                 | 流 氓            |
| 1993年 | 香港也瘋狂               |                  |
| 1993年 | 危情                     | Michael Chang    |
| 1993年 | 黃鶯大戰阿拉丁           |                  |
| 1993年 | 情難自制                 | 經 理            |
| 1994年 | 傻大姐翻轉瘋人院         |                  |
| 1994年 | 山雞變鳳凰               |                  |
| 1994年 | 青樓十二房               | 陳先生           |
| 1994年 | 愛的種籽                 |                  |
| 1997年 | 老鼠龍之猛龍過港         |                  |
| 1998年 | 男人胸 女人Home          | 救生員           |
| 1999年 | 薄餅速遞                 |                  |
| 1999年 | 東堤渡假鬼屋             |                  |
| 2000年 | 網上怪談                 | 石 Sir           |
| 2000年 | 手機兇靈                 | 骨精強           |
| 2001年 | 陰司路之孟婆茶           | 石先生           |
| 2002年 | 鐵翼驚情                 | （電視電影）     |
| 2004年 | 旺角黑夜                 | 線人口水光       |
| 2005年 | 黑社会                   | 高 佬            |
| 2009年 | 移動城市                 | Wo Chiang        |
| 2011年 | 特務戇J之救國大業        | 澳門線人         |
| 2013年 | 微交少女                 | 大廈管理員       |
| 2015年 | 港囧                     | 開鎖師傅         |
| 2015年 | 踏血尋梅                 | 丁子聰父親       |
| 2019年 | 老人與狗（鮮浪潮微電影） | 老 陳            |
| 2021年 | 封神榜：決戰萬仙陣       | 通天教主         |
| 2021年 | 鬼同你住                 | 高 佬            |
| 2021年 | 媽媽的神奇小子           | 士多店老闆水伯   |
| 2022年 | 失衡凶間                 | 蘭 叔            |
| 2024年 | 狂蟒之災（網絡電影）     | 薩 萊            |
| 2024年 | 我才不要和你做朋友呢     | 深圳校长         |
| 2024年 | 醉后一拳（網絡電影）     | 乞 丐            |
| 2024年 | 三更客栈（網絡電影）     | 老槐掌柜         |

### 電視節目
- 1982年：七彩繽紛話香港（趣劇演出、麗的電視）[30]
- 2001年：異靈靈異 飾 阿天（《鬼故村》演出、無綫電視）
- 2020年：開工大吉77（嘉賓、香港開電視）
- 2022年：開工大吉77（嘉賓、香港開電視）
- 2022年：無限超越班（飛行嘉賓、浙江衛視）[31]

### 廣告
- 1988年：東芝「火箭炮麗音電視機」
- 1989年：東芝「HQ PRO V-500錄影機」東芝電視機
- 2019年：香港專業車行

## 曾獲獎項與提名
| 年份   | 獎項                                                 | 結果 |
| 2019年 | 第21屆台北電影獎「最佳男主角（老陳 -《老人與狗》）」 | 提名 |

## 外部連結
- 車保羅的Facebook專頁
- 車保羅的新浪微博
- 車保羅在互联网电影资料库（IMDb）上的資料（英文）
- 車保羅在香港影庫上的簡介